# Reggenza di Badung
La Reggenza di Badung (in indonesiano Kabupaten Badung) è una reggenza (kabupaten) dell'Indonesia situata nella provincia di Bali.
Essa costituisce una delle zone più turistiche dell’isola di Bali e include importanti villaggi come Kuta, Seminyak, Pandawa Beach e Canggu.